# Onthophagus aspericollis
Onthophagus aspericollis là một loài bọ cánh cứng trong họ Bọ hung (Scarabaeidae).